# Малагасийское королевство
Малагасийское королевство, королевство Мадагаскар (малаг. Fanjakan’i Madagasikara, фр. Royaume de Madagascar) или королевство Имерина (малаг. Fanjakan’Imerina, фр. Royaume d'Imerina) — историческое государство, существовавшее на острове Мадагаскар с начала XIX века. В 1896 году стало частью Французской колониальной империи.
В 1710 году наиболее крупное государство на острове Мадагаскар — Имерина — было разделено между четырьмя сыновьями царя Андриамасинавалуны (ок. 1667–1710) (Андриацимитувиаминандриана, Андриандзаканавалуманандимби (Andrianjakanavalonamandimby), Андриантумпунимерина (Andriantomponimerina) и Андрианманутрунавалунимерина), положив начало периоду междоусобных конфликтов, длившихся около ста лет.

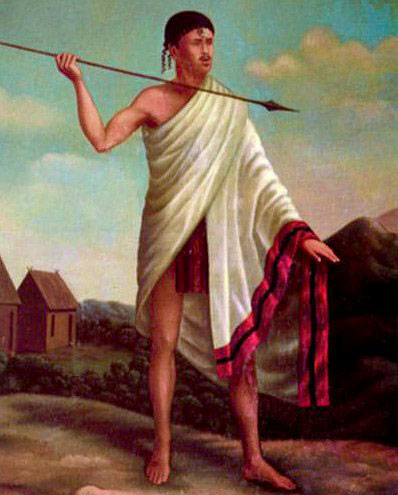
Андрианампуйнимерина

В 1794 году Рамбуасалама, потомок Андрианцимитувиаминиандрианы Андриандразаки, принц Амбухиманги, впоследствии прозванный Андрианампуйнимерина, захватил холм Аналаманга и объединил раздробленные земли Имерины, опираясь на сословие хува и расправившись с непокорными кланами андриана. Для укрепления объединенных земель Андрианампуйнимерина возводит в ранг священных 12 холмов и берет в жены 12 принцесс; основу царского культа составляют 12 царских идолов (сампи). Известно изречение Андрианампуйнимерины: «Пусть море будет границей моего рисового поля», которое отражает амбициозность объединительной политики этого правителя.
Сын Андрианампуйнимерины, Радама I (1810–1828) продолжил и завершил объединение острова, захватив и покорив к 1822 году большую часть малагасийских земель при содействии английских военных советников, в результате чего образовалось Малагасийское королевство. В 1818 году Радама I принял титул короля Мадагаскара (Малагасийского королевства).
После смерти Радамы I в 1828 году престол занимает его супруга, коронованная под именем Ранавалуны I. Ранавалуна I запрещает христианскую миссионерскую деятельность, высылает европейских миссионеров и подвергает гонениям, пыткам и смерти малагасийцев, принявших христианство.
В 1861 году престол занимает сын Ранавалуны I, Радама II. Воспитанный европейскими наставниками, Радама II вновь открывает страну для европейцев и возвращает изгнанных миссионеров. Сближаясь с Францией, он подписал в 1862 году франко-малагасийский договор, по которому Франция признала суверенитет Радамы II на большую часть малагасийских земель в обмен на признание французского протектората на некоторые земли на западе и севере острова. Данный договор, впоследствии расторгнутый вдовой Радамы II, королевой Расухериной, послужил основанием для французских претензий на эти земли, положившим начало французской колонизации острова.
Правление Радамы II было недолгим — за свою профранцузскую политику он был свергнут и убит в 1863 году в результате заговора, а на престол возведена его супруга Рабуду под именем Расухерины.
С 1864 года и до захвата французами Антананариву в 1895 году фактическая власть находилась в руках премьер-министра Райнилайаривуни, происходившего из сословия хува. Сын Райнихару, бывшего в 1833—1852 годах премьер-министром и супругом Ранавалуны I, и брат Райнивунинахитриниуни, в 1861—1863 годах премьер-министра Радамы II и мужа и премьер-министра Расухерины, Райнилайаривуни становится премьер-министром и женится в 1864 году на Расухерине, в 1868 году на Ранавалуне II и, наконец, в 1883 году на Ранавалуне III.
Следующая королева, Ранавалуна II, принимает христианство и протестантизм становится официальной религией малагасийского государства.
В 1885 году королева Ранавалуна III подписывает договор с Францией, который малагасийская сторона рассматривает как договор о дружбе и сотрудничестве, в то время как французская сторона видит в подписании договора признание французского протектората над Мадагаскаром. В 1890 году Мадагаскар теряет поддержку Англии, признавшей французский протекторат над Мадагаскаром в обмен на признание английского протектората над Занзибаром.
В 1895 году генерал Дюшен занимает Антананариву, и Ранавалуна III вынужденно подписывает договор о протекторате. В ответ на острове начинается восстание меналамба. В ходе Второй франко-малагасийской войны в 1896 году монархия была упразднена; Ранавалуна III и премьер-министр Райнилайаривуни высланы на остров Реюньон и впоследствии в Алжир, где оба они умерли в ссылке.

## Короли и королевы
1. Радама I (Лаудама), сын Андрианампуйнимерины (1818—1828)
2. Ранавалуна I (Рамава), вдова Радамы I (1828—1861)
3. Радама II (Ракуту), сын Радамы I и Ранавалуны I (1861—1863)
4. Расухерина (Рабуду), вдова Радамы II (1863—1868), в браке с премьер-министром Райнилайаривуни (1864—1895)
5. Ранавалуна II (Рамума) (1868—1883), в браке с премьер-министром Райнилайаривуни (1864—1895)
6. Ранавалуна III (Разафиндрахети) (1883—1896), в браке с премьер-министром Райнилайаривуни (1864—1895)

Радама I (1810—1828)
Ранавалуна I (1828—1861)
Расухерина (1863—1868)
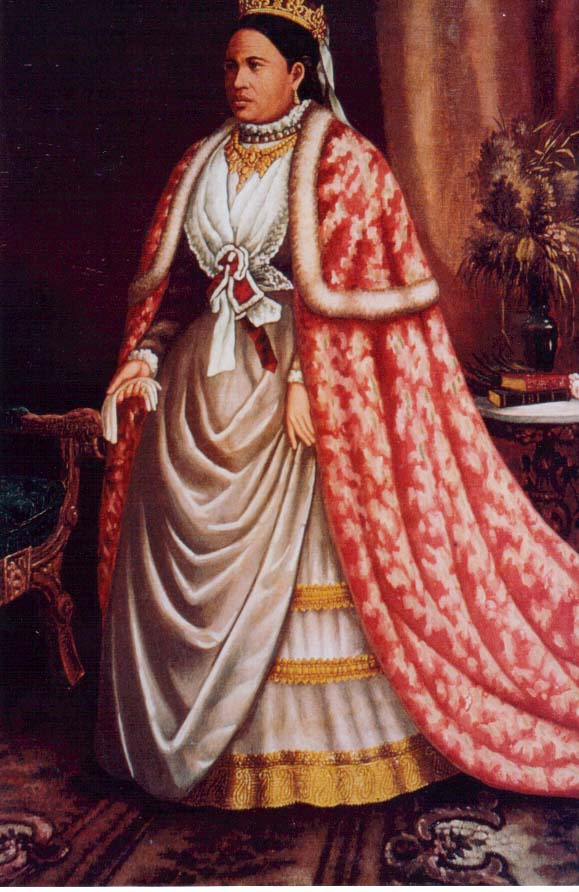
Ранавалуна II (1868—1883)